# Dasychira clavis
Dasychira clavis är en fjärilsart som beskrevs av Saalmüller 1884. Dasychira clavis ingår i släktet Dasychira och familjen tofsspinnare. Inga underarter finns listade i Catalogue of Life.